# Bachicco!
Bachicco!、ばちっ娘!（ばちっこ）は、日本のアイドルグループ。岡山県・香川県・愛媛県の3県を中心に活躍していたローカルアイドルである。瀬戸内海放送（KSB）制作のバラエティ番組『ばちこい!』の企画から生まれた。

## 概要
『ばちこい!』の初代MCであったくりぃむしちゅーの有田哲平がプロデューサーとなり、2001年6月に結成された。同年10月、CDデビュー。
同番組にてメンバー募集が行われ、募集当初は「応募者全員合格」というのが前提であったが、応募をした時点で一旦二軍メンバーとなり、アイドルとして表舞台に出られるのは、その中から選ばれた一軍のみである。その後は二軍になる前にもある程度審査されているが、Bachicco!ナンバーは二軍にも割り当てられるためメンバーの正式人数は150人を越えている。なお、二軍にも割り当てられる都合上、まれに二度目以降のオーディションでリベンジ合格を果たした場合、グループ内の序列とナンバーが逆転する事がある。例として、No.76の川東弥奈（一軍加入2003年8月）やNo.73の吉国あゆみ（一軍加入2004年7月）が挙げられる。
2006年6月より音楽プロデューサーにEAST ENDのDJ YOGGYが就任。バックコーラスは知る人ぞ知る香川の歌姫兼CM女王・本多春奈が務める。
『ばちこい!』終了後も、2006年から2007年まで同局で放送された後継番組『ポイチョ!』にも引き続きレギュラー出演。
所属番組のスポンサーに「NTTドコモ四国」が含まれるため、携帯電話向けコンテンツが充実したが、動画サービス等のリッチコンテンツがドコモ向けに偏る傾向があった。
愛媛県ネット時のスポンサーの関係で、イベントやロケをイオンモール新居浜（愛媛県新居浜市）で実施する機会も多かった。
2008年3月9日に岡山市内のライブハウスで行われたファイナルライブをもって解散。2001年から2007年までに計9回のオーディションが行われ、一軍には総計30名が在籍した。
なお、『ばちこい!』開始当初の準レギュラーだったMEGUMI（岡山県出身）は、Bachicco!の名誉メンバー（第0号）となっている。

## 主な活動
最末期は15歳から20歳の7名で構成され、CDは4枚をリリース（非売品を含めると5枚）。通常は岡山・香川・愛媛で行われるイベント・インストアライブ・学園祭等を中心に活動しているが、東名阪のライブイベントにも積極的に参加し、総数は100回を遥かに超える。
「スムスムスメ」は、本多春奈の専属バックバンド「HARU-PROJECT」と基本的に同一構成であるが、所属番組プロデューサーのキャロット鶴川が加わる他、本多春奈本人もバックコーラスとして参加している。
ライブイベント以外にも一日店員系のものや新車発表会のお手伝い、さらにテーマパークのプラン、コンビニ弁当のプロデュース等幅広く活動する。

## メンバー・関係者

### 最終メンバー
2008年3月9日解散時の1軍メンバー
- No.73 吉国あゆみ（よしくに あゆみ、愛称ヨッシー、岡山県出身、1989年2月6日 - ） - 1軍加入2004年7月]
- No.76 川東弥奈（かわひがし みな、愛称ミーナ、香川県出身、1988年6月28日 - ） - 1軍加入2003年8月、リーダー
- No.79 田中千尋（たなか ちひろ、愛称ちひろ、岡山県出身、1990年8月11日 - ） - 1軍加入2004年7月
- No.81 奥田華奈（おくだ はるな、愛称はんちゃん、岡山県出身、1987年4月16日 - ） - [1軍加入2004年7月
- No.147 小田上美奈子（おだかみ みなこ、愛称みな/がみちゃん、岡山県出身、1988年5月19日 - ） - 1軍加入2006年9月
- No.152 坂口舞（さかぐち まい、岡山県出身、愛称まいまい、1992年10月15日 - ） - 1軍加入2006年9月
- No.164 大崎優里奈（おおさき ゆりな、岡山県出身、愛称ゆりな、1991年5月26日 - ） - 1軍加入2007年8月

### 関係者
名誉メンバー
- No.0 MEGUMI（岡山県出身） - 元ばちこい!レギュラー出演者

プロデューサー
- 有田哲平 - ばちこい!初代MC
- YOGGY - EAST ENDのメンバー　（2006年6月-2008年3月）

ゲストミュージシャン
- 本多春奈 - 歌手。コーラスで参加

番組関係者
- ばちこい！
  - くりぃむしちゅー（海砂利水魚） - 初代メインMC
  - ほしのあき - サブMC
  - MEGUMI - 前期出演者
  - やるせなす - 2代目メインMC
  - テリー伊藤 - 番組プロデューサー
- ポイチョ！
  - おぎやはぎ - メインMC
  - 愛川ゆず季 - サブMC

### 主な出身者
Bachicco!に所属経験があり、その後他方面で活動する者
- No. 1 大西汐佳（おおにし ゆか、岡山県出身、1984年9月12日 - ） - 2001年6月（初期）、2003年8月卒業
- No. 7 森礼見（もり ひろみ、香川県観音寺市出身、1979年7月4日 - ） - 2001年6月（初期）、2002年3月卒業[4]
- No. 9 田中和香奈（たなか わかな、1981年1月20日 - ） - 2001年6月（初期）、2003年8月卒業
- No.58 河中麻系（現河中あい）（かわなか あい、岡山県津山市出身、1985年3月3日 - ）、1軍加入2002年8月、2003年2月卒業
- No.62 下岡あゆみ（しもおか　あゆみ、岡山県出身、1985年3月30日 - ） - 1軍加入2002年8月 、2007年5月20日のイベントで卒業
- No.137 黒田稔恵（現黒田としえ）（くろだ としえ、岡山県出身、1987年5月4日 - ） - 1軍加入2005年7月、2006年6月3日のイオン新居浜ライブで卒業

### 1軍メンバー加入歴
| 加入時期        | 加入者 |
| --------------- | --- |
| 1期 (2001年6月) | No.1 大西汐佳(～2003年8月) / No.4 田崎美佳代(～2002年2月) / No.6 新枦裕子(～2002年2月) / No.7 森礼見(～2002年3月) / No.9 田中和香奈(～2003年8月)      |
| 2期 (2001年9月) | No.21 小崎弘美(～2002年4月) |
| 3期 (2002年2月) | No.40 山崎未央(～2005年7月) / No.42 道満光(～2002年4月) / No.47 黒崎友似(～2002年3月) / No.51 新藤桂子(～2002年11月) / No.54 山本裕子(～2004年3月)    |
| 4期 (2002年8月) | No.56 工藤まどか(～2004年7月) / No.58 河中麻系(～2003年2月) / No.59 大野志帆(～2005年7月) / No.64.西川葵(～2004年7月) / No.62 下岡あゆみ(～2007年5月) |
| 5期 (2003年8月) | No.71 安達祐子(～2003年12月) / No.79 川東弥奈(最終)                                                                                                   |
| 6期 (2004年7月) | No.73 吉国あゆみ(最終) / No.79 田中千尋(最終) / No.81 奥田華奈(最終) / No.84 吉田沙織(～2004年10月) / No.92小川安如(～2005年7月)                      |
| 7期 (2005年7月) | No.116 レナード杏奈(～2005年11月) / No.137 黒田稔恵(～2006年6月) / No.139 佐々木アレカ(～2006年9月)                                                   |
| 8期 (2006年9月) | No.147 小田上美奈子(最終) / No.152 坂口舞(最終) |
| 9期 (2007年8月) | No.158 村上華鈴(～2007年11月) / No.164 大崎優里奈(最終)                                                                                               |

## 出演

### テレビ番組
レギュラー出演
- トヨタカローラ香川PRESENTS『オレンジ★ドライブ』（2007年10月18日～）

KSB瀬戸内海放送 毎週木曜24:10～24:15
- 『ばちこい!』（2001年6月～2005年12月）

MC - くりぃむしちゅー、MEGUMI（中期からOPクレジットのみでの登場になる）、ほしのあき（MEGUMIに代わり登場）、やるせなす（くりぃむしちゅーに代わり登場）
- 『ポイチョ!』（2006年1月6日～2007年12月28日）

MC - おぎやはぎ、愛川ゆず季（愛媛県出身のグラビアアイドル）
KSB瀬戸内海放送 毎週金曜24:15～24:45（再放送：毎週月曜25:40～26:10）
EAT愛媛朝日テレビ 毎週土曜24:30～25:00
不定期出演
- 『にこまるTV』－ （レポーターとして）

KSB瀬戸内海放送 毎週月～金曜14:50～

### 映画
- ディズニー映画『ライアンを探せ!』日本語吹き替え（下岡あゆみ） - 2006年12月16日全国公開
- ディズニー映画『ルイスと未来泥棒』日本語吹き替え（奥田華奈） - 2007年12月22日全国公開

### CM
- 岡山ビブレ（2003年2月）
- サークルK（2003年4月）
- ディズニー映画『カーズ』インフォマーシャル（2006年7月）
- ディズニー映画『ライアンを探せ!』（2006年12月・下岡あゆみ）
- トヨタカローラ香川『3つのお気軽シリーズ』（2007年2月～2007年3月）

## ディスコグラフィ

### シングル
- ばっちり恋しよう!（BACHI-1001） 
  1. ばっちり恋しよう!（featuring teppei arita）
  2. ばっちり恋しよう!（瀬戸内 House-Mix）
  3. Voice Message from　大西　汐佳
  4. Voice Message from　田崎　美佳代
  5. Voice Message from　新枦　裕子
  6. Voice Message from　森　礼見
  7. Voice Message from　田中　和香奈
  8. Voice Message from　小崎　弘美
- 渚行き／だから…For You（BACHI-1002） ※オリコン最高位2003年4月インディーズチャート初登場11位
  1. 渚行き
  2. だから…For You
  3. Traveling Love
- 水色の手紙（SMAC-0008） 
  1. 水色の手紙
  2. PURE SNOW LOVE（New mix）
  3. 水色の手紙（カラオケ）

### アルバム
- Here we are!（SMAC-0004） 
  1. LOVE JUMP
  2. 初恋in the rain
  3. 1cm
  4. WE're DEEVA
  5. COTTON BABY
  6. PURE SNOW LOVE

### 未発売曲
- I'll
- better days（購入者プレゼント・非売品）
- サンキュー!
- doki/doki
- Happy Fine Day!!（トヨタカローラ香川CMソング、オレンジ★ドライブテーマソング）
- ユメミタイ